# St. Laurentius (Alteglofsheim)

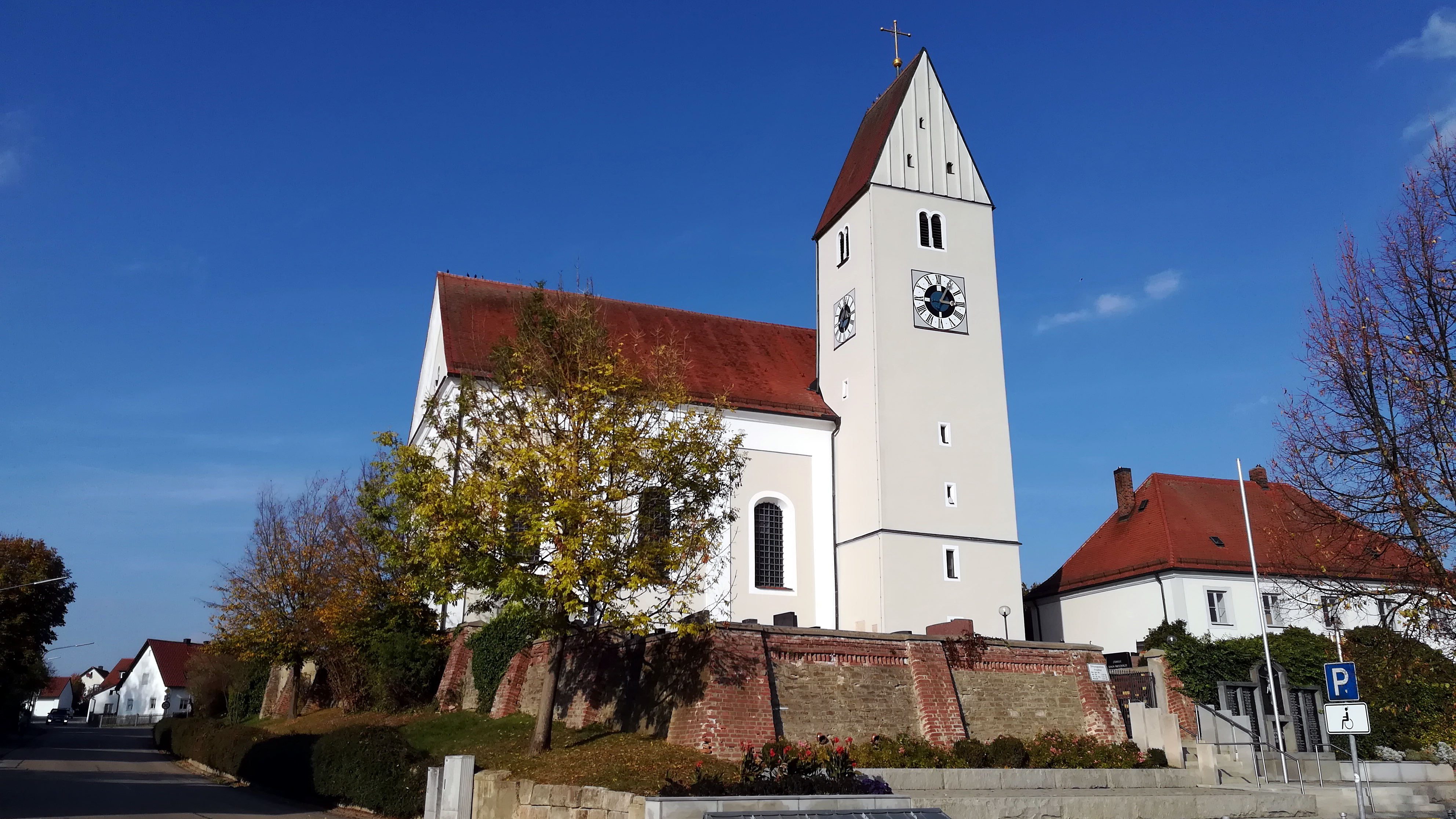
Südansicht von St. Laurentius, vom Kirchplatz aus gesehen.

Die römisch-katholische Pfarrkirche St. Laurentius in Alteglofsheim, einer Gemeinde im Landkreis Regensburg in Bayern, ist eine barocke Saalkirche mit eingezogenem Chor, die nach dem Abriss des Vorgängerbaus in den Jahren 1720 bis 1722 durch Michael Wolf aus Pfaffenberg errichtet wurde. Die ältesten Teile des 25 Meter hohen Chorflankenturms stammen aus dem Jahr 1446, also dem Jahr der Grundsteinlegung der alten Pfarrkirche. St. Laurentius in Alteglofsheim ist Teil der Pfarreiengemeinschaft Alteglofsheim–Köfering. Namensgeber und Patron der denkmalgeschützten Kirche ist der heilige Laurentius von Rom, dessen Patronatsfest am 10. August gefeiert wird.

## Geschichte

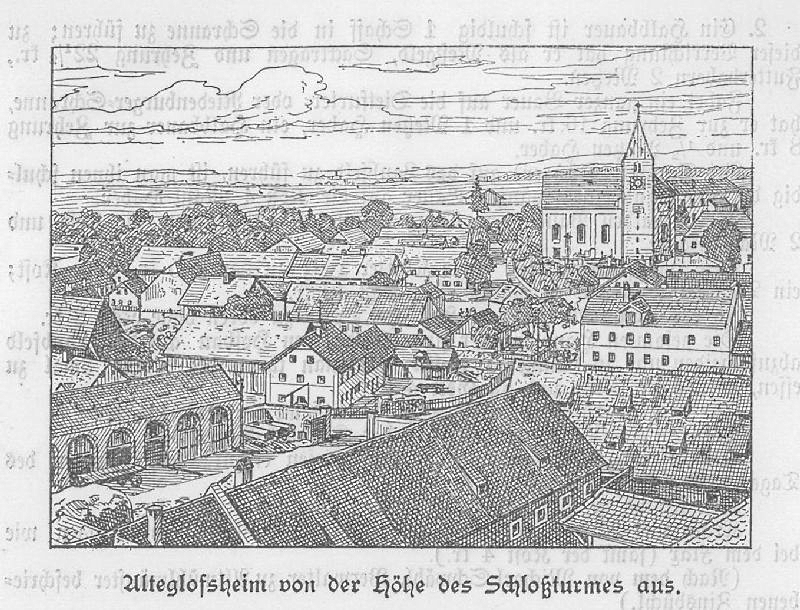
Holzstich „Alteglofsheim von der Höhe des Schloßturmes aus“ von 1880 mit Südansicht der Pfarrkirche.

Erstmals erwähnt wurde ein Geistlicher der Pfarrei namens Diepold Sweiberer im Jahre 1320. Ein Steintafelrelief über dem Eingang des Pfarrhofs erinnert an die Eingliederung der Pfarrei „Eglofsheim“ in die bischöfliche Kirche zu Regensburg im Jahr 1422 zur Finanzierung eines Weihbischofs im nahegelegenen Regensburg. Nach dem Bau des flankierenden Turms 1446 wurde am 15. April 1720 mit dem Abriss der alten Pfarrkirche begonnen, um den Grundstein für den bis heute bestehenden barocken Saalbau zu legen, der nach knapp zweijähriger Arbeit fertiggestellt wurde und für den Michael Wolf verantwortlich zeichnet. Die ursprünglichen Deckenfresken stammen von Joseph Offenhuber, der Hochaltar im Chor wurde 1755 hinzugefügt.
Durch die Schlacht bei Eggmühl Ende April 1809, im Zuge dessen Erzherzog Karl von Österreich-Teschen im nahegelegenen Schloss Alteglofsheim sein Lager aufschlug, wurde der Pfarrei finanziell erheblicher Schaden zugefügt.
In den Jahren 1846/47 wurde die Kirche von Hermann Sagstätter umfassend renoviert. Von ihm stammt auch das bis heute erhaltene Altarblatt. 1886/87 erfolgte eine weitere Renovierung, bei der die Sakristei aus dem Glockenturm in einen Anbau im nördlichen Teil verlegt wurde, bevor 1905 nach einer weiteren Renovierung ein goldenes Kreuz auf dem Kirchturm angebracht wurde. 1910 wurde der westliche Eingang zur heutigen Bahnhofsstraße hin verschlossen, um Platz für eine Treppe zu der zweigeschossigen Empore zu schaffen, auf der sich auch die Orgel befindet.
Nachdem in einer ersten „Metallmobilisierung“ für die Rüstungsindustrie im Zweiten Weltkrieg Kirchenglocken zunächst verschont worden waren, wurden 1942 zwei Glocken von St. Laurentius für Kriegszwecke eingeschmolzen. Nach Ende des Zweiten Weltkriegs wurde die Kirche 1952/53 innen erneut renoviert, wobei die ehemals bunten Glasfenster durch Weißglas ersetzt wurden und eine Modernisierung der Kreuzwegtafeln erfolgte. Eine elektrische Anlage für das Glockengeläut wurde 1958 eingebaut und am 20. Dezember in Betrieb genommen. Am 6. Januar 1966 folgte eine Heizung für den Innenraum der Kirche.

## Ausstattung

### Stuck und Fresken
Das Langhaus ist durch Pilaster gegliedert, an dessen Ende sich der eingezogene dreiseitig geschlossene Chorraum anschließt. Die Deckenfresken am Langhausgewölbe stammen ursprünglich von Joseph Offenhuber und zeigen den heiligen Laurentius in der Glorie sowie Gott Vater und Jesus Christus als Könige mit der Weltkugel in den Händen, darüber den Heiligen Geist in Form einer Taube.
Am Chorbogen sind in einer Stuckkartusche die Wappen der Schlossherren von Alteglofsheim, unter anderem das Wappen derer von Königsfeld, aufgemalt. Das Grabmal von Christian Johann August, Graf von Königsfeld, befindet sich im südlichen Langhaus. Das Deckengemälde am Chorgewölbe zeigt den heiligen Laurentius bei seiner Hinrichtung durch Kaiser Valerian.

### Hochaltar

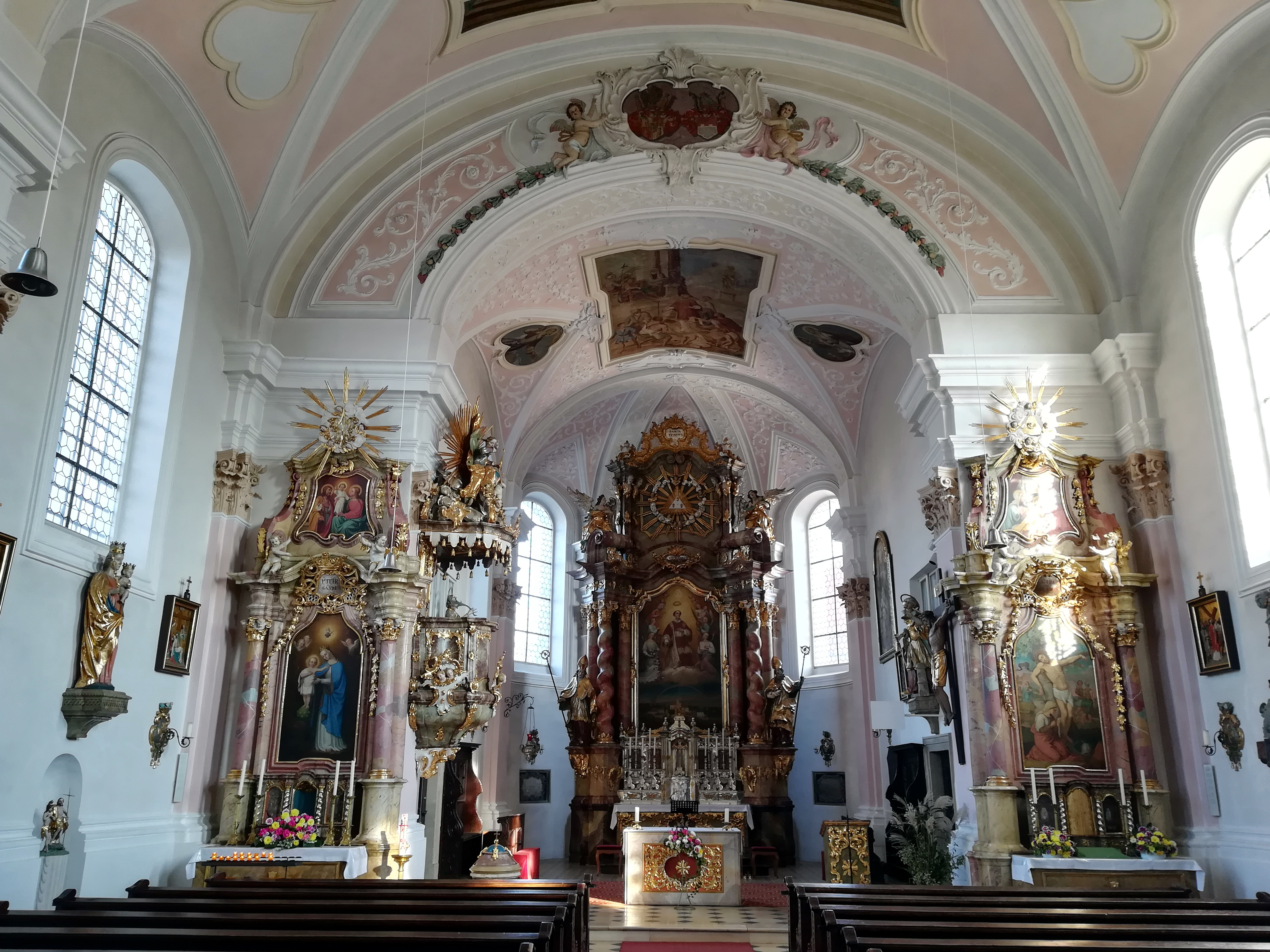
Hochaltar und Seitenaltäre der Pfarrkirche St. Laurentius.

Der Hochaltar aus dem Jahr 1755 verfügt über vier glatte und zwei gewundene Säulen. Er zeigt im Altarbild den Kirchenpatron Laurentius in der Glorie über der Kirche und angrenzenden Häusern Alteglofsheims. Ihn umgeben Engel mit Musikinstrumenten, einem Palmenzweig als Zeichen der Märtyrer, dem Eisenrost – seinem Attribut, auf dem der Märtyrer hingerichtet wurde – und einem Engel mit geöffnetem Buch, aus dem aus der Offenbarung zu lesen ist. Das Bildnis wird gerahmt durch den heiligen Wolfgang links (ohne Attribute) und den heiligen Nikolaus (Buch mit drei Äpfeln) rechts des Altars. Der Auszug oberhalb des Altarbilds zeigt das Symbol der Heiligen Dreifaltigkeit im Strahlenkranz.

### Nördlicher Seitenaltar
Der nördliche (linke) Seitenaltar zeigt die heilige Maria im blauen Gewand mit dem Jesuskind, stehend auf einer grünen Kugel. Das Altarblatt wird von zwei gestelzten, runden Säulen aus Stuckmarmor flankiert.

### Südlicher Seitenaltar
Der südliche (rechte) Seitenaltar zeigt den heiligen Sebastian an einen Baum gebunden mit Pfeilen, die seine Brust durchbohren. Das Altarbild wird ebenfalls von zwei gestelzten, runden Säulen aus Stuckmarmor eingerahmt.

### Orgel
Die Orgel von Guido Nenninger aus dem Jahr 1982 ist das dritte Instrument der Kirche. Sie verfügt über 16 Register, die sich auf zwei Manuale und das Pedal verteilen.

## Umgebung
Die Kirche befindet sich am Kirchplatz im Zentrum Alteglofsheims und wird von einem Friedhof umgeben, dessen Ummauerung aus Bruchsteinen und Ziegeln aus der Zeit um 1870/80 stammt. Im Jahr 1733 wurde von Bäckermeister Lorentz Kammermair am südlichen Ende des Kirchplatzes die St.-Johannes-Nepomuk-Kapelle errichtet. Im östlichen Bereich des Pfarrgeländes befindet sich der katholische Kindergarten St. Laurentius, dessen Träger die Katholische Kirchenverwaltung St. Laurentius ist und der seit 1924 besteht. Rund 200 Meter Luftlinie entfernt befindet sich das Schloss Alteglofsheim mit Sitz der „Bayerischen Musikakademie Schloss Alteglofsheim“.